# Medalja za zasluge (Slovenija)
Medalja za zasluge se podeljuje za posebno uspešne dosežke in rezultate na področjih, ki pomenijo pomemben prispevek k razvoju in uveljavljanju Republike Slovenije.
Medaljo za zasluge podeljuje predsednik ali predsednica Republike Slovenije državljanom Republike Slovenije, tujim državljanom, skupinam državljanov ter domačim in tujim organizacijam.
Redi in medalje Republike Slovenije se podeljujejo za zasluge, dosežene na:
- civilnem področju,
- diplomatsko mednarodnem področju in
- vojaškem oziroma varnostnem področju.